# La partita - La difesa di Lužin
La partita - La difesa di Lužin (The Luzhin Defence) è un film del 2000 diretto da Marleen Gorris, tratto dal romanzo La difesa di Lužin di Vladimir Vladimirović Nabokov.

## La partita decisiva
Nella partita decisiva con l'italiano Salvatore Turati per il campionato del mondo  Lužin, con il nero, è in svantaggio di materiale ma riesce a trovare un sorprendente sacrificio che gli assicura la vittoria.
La partita inizia con 1.Cf3 d5 e dopo un'intensa battaglia entrambi i giocatori si trovano a corto di tempo. Lužin è in svantaggio di materiale e mentre cerca una soluzione ha delle visioni dei suoi genitori scomparsi e della sua adorata zia. Si sentono gli spettatori commentare che la posizione è senza speranza per Lužin. Nella posizione del diagramma la partita viene sospesa per il secondo controllo del tempo e aggiornata al giorno successivo.
Nel frattempo si compie però la tragedia: Lužin ha un collasso nervoso e si suicida gettandosi da una finestra. Cercando nel suo cappotto la sua fidanzata Natalia trova un biglietto con la mossa in busta e chiede agli arbitri di poter giocare lei stessa il resto della partita. La richiesta è accolta e il gioco prosegue.
(Vedi diagramma)
|   | a | b | c | d | e | f | g | h |   |
| 8 | f8 re del nero · e7 torre del nero · f7 pedone del nero · h7 pedone del nero · a6 pedone del nero · g6 pedone del nero · c5 alfiere del nero · a4 pedone del bianco · f4 pedone del bianco · b3 pedone del bianco · c3 cavallo del bianco · f3 re del bianco · e2 alfiere del bianco · g2 pedone del bianco · h2 pedone del bianco · c1 torre del bianco | f8 re del nero · e7 torre del nero · f7 pedone del nero · h7 pedone del nero · a6 pedone del nero · g6 pedone del nero · c5 alfiere del nero · a4 pedone del bianco · f4 pedone del bianco · b3 pedone del bianco · c3 cavallo del bianco · f3 re del bianco · e2 alfiere del bianco · g2 pedone del bianco · h2 pedone del bianco · c1 torre del bianco | f8 re del nero · e7 torre del nero · f7 pedone del nero · h7 pedone del nero · a6 pedone del nero · g6 pedone del nero · c5 alfiere del nero · a4 pedone del bianco · f4 pedone del bianco · b3 pedone del bianco · c3 cavallo del bianco · f3 re del bianco · e2 alfiere del bianco · g2 pedone del bianco · h2 pedone del bianco · c1 torre del bianco | f8 re del nero · e7 torre del nero · f7 pedone del nero · h7 pedone del nero · a6 pedone del nero · g6 pedone del nero · c5 alfiere del nero · a4 pedone del bianco · f4 pedone del bianco · b3 pedone del bianco · c3 cavallo del bianco · f3 re del bianco · e2 alfiere del bianco · g2 pedone del bianco · h2 pedone del bianco · c1 torre del bianco | f8 re del nero · e7 torre del nero · f7 pedone del nero · h7 pedone del nero · a6 pedone del nero · g6 pedone del nero · c5 alfiere del nero · a4 pedone del bianco · f4 pedone del bianco · b3 pedone del bianco · c3 cavallo del bianco · f3 re del bianco · e2 alfiere del bianco · g2 pedone del bianco · h2 pedone del bianco · c1 torre del bianco | f8 re del nero · e7 torre del nero · f7 pedone del nero · h7 pedone del nero · a6 pedone del nero · g6 pedone del nero · c5 alfiere del nero · a4 pedone del bianco · f4 pedone del bianco · b3 pedone del bianco · c3 cavallo del bianco · f3 re del bianco · e2 alfiere del bianco · g2 pedone del bianco · h2 pedone del bianco · c1 torre del bianco | f8 re del nero · e7 torre del nero · f7 pedone del nero · h7 pedone del nero · a6 pedone del nero · g6 pedone del nero · c5 alfiere del nero · a4 pedone del bianco · f4 pedone del bianco · b3 pedone del bianco · c3 cavallo del bianco · f3 re del bianco · e2 alfiere del bianco · g2 pedone del bianco · h2 pedone del bianco · c1 torre del bianco | f8 re del nero · e7 torre del nero · f7 pedone del nero · h7 pedone del nero · a6 pedone del nero · g6 pedone del nero · c5 alfiere del nero · a4 pedone del bianco · f4 pedone del bianco · b3 pedone del bianco · c3 cavallo del bianco · f3 re del bianco · e2 alfiere del bianco · g2 pedone del bianco · h2 pedone del bianco · c1 torre del bianco | 8 |
| 7 | f8 re del nero · e7 torre del nero · f7 pedone del nero · h7 pedone del nero · a6 pedone del nero · g6 pedone del nero · c5 alfiere del nero · a4 pedone del bianco · f4 pedone del bianco · b3 pedone del bianco · c3 cavallo del bianco · f3 re del bianco · e2 alfiere del bianco · g2 pedone del bianco · h2 pedone del bianco · c1 torre del bianco | f8 re del nero · e7 torre del nero · f7 pedone del nero · h7 pedone del nero · a6 pedone del nero · g6 pedone del nero · c5 alfiere del nero · a4 pedone del bianco · f4 pedone del bianco · b3 pedone del bianco · c3 cavallo del bianco · f3 re del bianco · e2 alfiere del bianco · g2 pedone del bianco · h2 pedone del bianco · c1 torre del bianco | f8 re del nero · e7 torre del nero · f7 pedone del nero · h7 pedone del nero · a6 pedone del nero · g6 pedone del nero · c5 alfiere del nero · a4 pedone del bianco · f4 pedone del bianco · b3 pedone del bianco · c3 cavallo del bianco · f3 re del bianco · e2 alfiere del bianco · g2 pedone del bianco · h2 pedone del bianco · c1 torre del bianco | f8 re del nero · e7 torre del nero · f7 pedone del nero · h7 pedone del nero · a6 pedone del nero · g6 pedone del nero · c5 alfiere del nero · a4 pedone del bianco · f4 pedone del bianco · b3 pedone del bianco · c3 cavallo del bianco · f3 re del bianco · e2 alfiere del bianco · g2 pedone del bianco · h2 pedone del bianco · c1 torre del bianco | f8 re del nero · e7 torre del nero · f7 pedone del nero · h7 pedone del nero · a6 pedone del nero · g6 pedone del nero · c5 alfiere del nero · a4 pedone del bianco · f4 pedone del bianco · b3 pedone del bianco · c3 cavallo del bianco · f3 re del bianco · e2 alfiere del bianco · g2 pedone del bianco · h2 pedone del bianco · c1 torre del bianco | f8 re del nero · e7 torre del nero · f7 pedone del nero · h7 pedone del nero · a6 pedone del nero · g6 pedone del nero · c5 alfiere del nero · a4 pedone del bianco · f4 pedone del bianco · b3 pedone del bianco · c3 cavallo del bianco · f3 re del bianco · e2 alfiere del bianco · g2 pedone del bianco · h2 pedone del bianco · c1 torre del bianco | f8 re del nero · e7 torre del nero · f7 pedone del nero · h7 pedone del nero · a6 pedone del nero · g6 pedone del nero · c5 alfiere del nero · a4 pedone del bianco · f4 pedone del bianco · b3 pedone del bianco · c3 cavallo del bianco · f3 re del bianco · e2 alfiere del bianco · g2 pedone del bianco · h2 pedone del bianco · c1 torre del bianco | f8 re del nero · e7 torre del nero · f7 pedone del nero · h7 pedone del nero · a6 pedone del nero · g6 pedone del nero · c5 alfiere del nero · a4 pedone del bianco · f4 pedone del bianco · b3 pedone del bianco · c3 cavallo del bianco · f3 re del bianco · e2 alfiere del bianco · g2 pedone del bianco · h2 pedone del bianco · c1 torre del bianco | 7 |
| 6 | f8 re del nero · e7 torre del nero · f7 pedone del nero · h7 pedone del nero · a6 pedone del nero · g6 pedone del nero · c5 alfiere del nero · a4 pedone del bianco · f4 pedone del bianco · b3 pedone del bianco · c3 cavallo del bianco · f3 re del bianco · e2 alfiere del bianco · g2 pedone del bianco · h2 pedone del bianco · c1 torre del bianco | f8 re del nero · e7 torre del nero · f7 pedone del nero · h7 pedone del nero · a6 pedone del nero · g6 pedone del nero · c5 alfiere del nero · a4 pedone del bianco · f4 pedone del bianco · b3 pedone del bianco · c3 cavallo del bianco · f3 re del bianco · e2 alfiere del bianco · g2 pedone del bianco · h2 pedone del bianco · c1 torre del bianco | f8 re del nero · e7 torre del nero · f7 pedone del nero · h7 pedone del nero · a6 pedone del nero · g6 pedone del nero · c5 alfiere del nero · a4 pedone del bianco · f4 pedone del bianco · b3 pedone del bianco · c3 cavallo del bianco · f3 re del bianco · e2 alfiere del bianco · g2 pedone del bianco · h2 pedone del bianco · c1 torre del bianco | f8 re del nero · e7 torre del nero · f7 pedone del nero · h7 pedone del nero · a6 pedone del nero · g6 pedone del nero · c5 alfiere del nero · a4 pedone del bianco · f4 pedone del bianco · b3 pedone del bianco · c3 cavallo del bianco · f3 re del bianco · e2 alfiere del bianco · g2 pedone del bianco · h2 pedone del bianco · c1 torre del bianco | f8 re del nero · e7 torre del nero · f7 pedone del nero · h7 pedone del nero · a6 pedone del nero · g6 pedone del nero · c5 alfiere del nero · a4 pedone del bianco · f4 pedone del bianco · b3 pedone del bianco · c3 cavallo del bianco · f3 re del bianco · e2 alfiere del bianco · g2 pedone del bianco · h2 pedone del bianco · c1 torre del bianco | f8 re del nero · e7 torre del nero · f7 pedone del nero · h7 pedone del nero · a6 pedone del nero · g6 pedone del nero · c5 alfiere del nero · a4 pedone del bianco · f4 pedone del bianco · b3 pedone del bianco · c3 cavallo del bianco · f3 re del bianco · e2 alfiere del bianco · g2 pedone del bianco · h2 pedone del bianco · c1 torre del bianco | f8 re del nero · e7 torre del nero · f7 pedone del nero · h7 pedone del nero · a6 pedone del nero · g6 pedone del nero · c5 alfiere del nero · a4 pedone del bianco · f4 pedone del bianco · b3 pedone del bianco · c3 cavallo del bianco · f3 re del bianco · e2 alfiere del bianco · g2 pedone del bianco · h2 pedone del bianco · c1 torre del bianco | f8 re del nero · e7 torre del nero · f7 pedone del nero · h7 pedone del nero · a6 pedone del nero · g6 pedone del nero · c5 alfiere del nero · a4 pedone del bianco · f4 pedone del bianco · b3 pedone del bianco · c3 cavallo del bianco · f3 re del bianco · e2 alfiere del bianco · g2 pedone del bianco · h2 pedone del bianco · c1 torre del bianco | 6 |
| 5 | f8 re del nero · e7 torre del nero · f7 pedone del nero · h7 pedone del nero · a6 pedone del nero · g6 pedone del nero · c5 alfiere del nero · a4 pedone del bianco · f4 pedone del bianco · b3 pedone del bianco · c3 cavallo del bianco · f3 re del bianco · e2 alfiere del bianco · g2 pedone del bianco · h2 pedone del bianco · c1 torre del bianco | f8 re del nero · e7 torre del nero · f7 pedone del nero · h7 pedone del nero · a6 pedone del nero · g6 pedone del nero · c5 alfiere del nero · a4 pedone del bianco · f4 pedone del bianco · b3 pedone del bianco · c3 cavallo del bianco · f3 re del bianco · e2 alfiere del bianco · g2 pedone del bianco · h2 pedone del bianco · c1 torre del bianco | f8 re del nero · e7 torre del nero · f7 pedone del nero · h7 pedone del nero · a6 pedone del nero · g6 pedone del nero · c5 alfiere del nero · a4 pedone del bianco · f4 pedone del bianco · b3 pedone del bianco · c3 cavallo del bianco · f3 re del bianco · e2 alfiere del bianco · g2 pedone del bianco · h2 pedone del bianco · c1 torre del bianco | f8 re del nero · e7 torre del nero · f7 pedone del nero · h7 pedone del nero · a6 pedone del nero · g6 pedone del nero · c5 alfiere del nero · a4 pedone del bianco · f4 pedone del bianco · b3 pedone del bianco · c3 cavallo del bianco · f3 re del bianco · e2 alfiere del bianco · g2 pedone del bianco · h2 pedone del bianco · c1 torre del bianco | f8 re del nero · e7 torre del nero · f7 pedone del nero · h7 pedone del nero · a6 pedone del nero · g6 pedone del nero · c5 alfiere del nero · a4 pedone del bianco · f4 pedone del bianco · b3 pedone del bianco · c3 cavallo del bianco · f3 re del bianco · e2 alfiere del bianco · g2 pedone del bianco · h2 pedone del bianco · c1 torre del bianco | f8 re del nero · e7 torre del nero · f7 pedone del nero · h7 pedone del nero · a6 pedone del nero · g6 pedone del nero · c5 alfiere del nero · a4 pedone del bianco · f4 pedone del bianco · b3 pedone del bianco · c3 cavallo del bianco · f3 re del bianco · e2 alfiere del bianco · g2 pedone del bianco · h2 pedone del bianco · c1 torre del bianco | f8 re del nero · e7 torre del nero · f7 pedone del nero · h7 pedone del nero · a6 pedone del nero · g6 pedone del nero · c5 alfiere del nero · a4 pedone del bianco · f4 pedone del bianco · b3 pedone del bianco · c3 cavallo del bianco · f3 re del bianco · e2 alfiere del bianco · g2 pedone del bianco · h2 pedone del bianco · c1 torre del bianco | f8 re del nero · e7 torre del nero · f7 pedone del nero · h7 pedone del nero · a6 pedone del nero · g6 pedone del nero · c5 alfiere del nero · a4 pedone del bianco · f4 pedone del bianco · b3 pedone del bianco · c3 cavallo del bianco · f3 re del bianco · e2 alfiere del bianco · g2 pedone del bianco · h2 pedone del bianco · c1 torre del bianco | 5 |
| 4 | f8 re del nero · e7 torre del nero · f7 pedone del nero · h7 pedone del nero · a6 pedone del nero · g6 pedone del nero · c5 alfiere del nero · a4 pedone del bianco · f4 pedone del bianco · b3 pedone del bianco · c3 cavallo del bianco · f3 re del bianco · e2 alfiere del bianco · g2 pedone del bianco · h2 pedone del bianco · c1 torre del bianco | f8 re del nero · e7 torre del nero · f7 pedone del nero · h7 pedone del nero · a6 pedone del nero · g6 pedone del nero · c5 alfiere del nero · a4 pedone del bianco · f4 pedone del bianco · b3 pedone del bianco · c3 cavallo del bianco · f3 re del bianco · e2 alfiere del bianco · g2 pedone del bianco · h2 pedone del bianco · c1 torre del bianco | f8 re del nero · e7 torre del nero · f7 pedone del nero · h7 pedone del nero · a6 pedone del nero · g6 pedone del nero · c5 alfiere del nero · a4 pedone del bianco · f4 pedone del bianco · b3 pedone del bianco · c3 cavallo del bianco · f3 re del bianco · e2 alfiere del bianco · g2 pedone del bianco · h2 pedone del bianco · c1 torre del bianco | f8 re del nero · e7 torre del nero · f7 pedone del nero · h7 pedone del nero · a6 pedone del nero · g6 pedone del nero · c5 alfiere del nero · a4 pedone del bianco · f4 pedone del bianco · b3 pedone del bianco · c3 cavallo del bianco · f3 re del bianco · e2 alfiere del bianco · g2 pedone del bianco · h2 pedone del bianco · c1 torre del bianco | f8 re del nero · e7 torre del nero · f7 pedone del nero · h7 pedone del nero · a6 pedone del nero · g6 pedone del nero · c5 alfiere del nero · a4 pedone del bianco · f4 pedone del bianco · b3 pedone del bianco · c3 cavallo del bianco · f3 re del bianco · e2 alfiere del bianco · g2 pedone del bianco · h2 pedone del bianco · c1 torre del bianco | f8 re del nero · e7 torre del nero · f7 pedone del nero · h7 pedone del nero · a6 pedone del nero · g6 pedone del nero · c5 alfiere del nero · a4 pedone del bianco · f4 pedone del bianco · b3 pedone del bianco · c3 cavallo del bianco · f3 re del bianco · e2 alfiere del bianco · g2 pedone del bianco · h2 pedone del bianco · c1 torre del bianco | f8 re del nero · e7 torre del nero · f7 pedone del nero · h7 pedone del nero · a6 pedone del nero · g6 pedone del nero · c5 alfiere del nero · a4 pedone del bianco · f4 pedone del bianco · b3 pedone del bianco · c3 cavallo del bianco · f3 re del bianco · e2 alfiere del bianco · g2 pedone del bianco · h2 pedone del bianco · c1 torre del bianco | f8 re del nero · e7 torre del nero · f7 pedone del nero · h7 pedone del nero · a6 pedone del nero · g6 pedone del nero · c5 alfiere del nero · a4 pedone del bianco · f4 pedone del bianco · b3 pedone del bianco · c3 cavallo del bianco · f3 re del bianco · e2 alfiere del bianco · g2 pedone del bianco · h2 pedone del bianco · c1 torre del bianco | 4 |
| 3 | f8 re del nero · e7 torre del nero · f7 pedone del nero · h7 pedone del nero · a6 pedone del nero · g6 pedone del nero · c5 alfiere del nero · a4 pedone del bianco · f4 pedone del bianco · b3 pedone del bianco · c3 cavallo del bianco · f3 re del bianco · e2 alfiere del bianco · g2 pedone del bianco · h2 pedone del bianco · c1 torre del bianco | f8 re del nero · e7 torre del nero · f7 pedone del nero · h7 pedone del nero · a6 pedone del nero · g6 pedone del nero · c5 alfiere del nero · a4 pedone del bianco · f4 pedone del bianco · b3 pedone del bianco · c3 cavallo del bianco · f3 re del bianco · e2 alfiere del bianco · g2 pedone del bianco · h2 pedone del bianco · c1 torre del bianco | f8 re del nero · e7 torre del nero · f7 pedone del nero · h7 pedone del nero · a6 pedone del nero · g6 pedone del nero · c5 alfiere del nero · a4 pedone del bianco · f4 pedone del bianco · b3 pedone del bianco · c3 cavallo del bianco · f3 re del bianco · e2 alfiere del bianco · g2 pedone del bianco · h2 pedone del bianco · c1 torre del bianco | f8 re del nero · e7 torre del nero · f7 pedone del nero · h7 pedone del nero · a6 pedone del nero · g6 pedone del nero · c5 alfiere del nero · a4 pedone del bianco · f4 pedone del bianco · b3 pedone del bianco · c3 cavallo del bianco · f3 re del bianco · e2 alfiere del bianco · g2 pedone del bianco · h2 pedone del bianco · c1 torre del bianco | f8 re del nero · e7 torre del nero · f7 pedone del nero · h7 pedone del nero · a6 pedone del nero · g6 pedone del nero · c5 alfiere del nero · a4 pedone del bianco · f4 pedone del bianco · b3 pedone del bianco · c3 cavallo del bianco · f3 re del bianco · e2 alfiere del bianco · g2 pedone del bianco · h2 pedone del bianco · c1 torre del bianco | f8 re del nero · e7 torre del nero · f7 pedone del nero · h7 pedone del nero · a6 pedone del nero · g6 pedone del nero · c5 alfiere del nero · a4 pedone del bianco · f4 pedone del bianco · b3 pedone del bianco · c3 cavallo del bianco · f3 re del bianco · e2 alfiere del bianco · g2 pedone del bianco · h2 pedone del bianco · c1 torre del bianco | f8 re del nero · e7 torre del nero · f7 pedone del nero · h7 pedone del nero · a6 pedone del nero · g6 pedone del nero · c5 alfiere del nero · a4 pedone del bianco · f4 pedone del bianco · b3 pedone del bianco · c3 cavallo del bianco · f3 re del bianco · e2 alfiere del bianco · g2 pedone del bianco · h2 pedone del bianco · c1 torre del bianco | f8 re del nero · e7 torre del nero · f7 pedone del nero · h7 pedone del nero · a6 pedone del nero · g6 pedone del nero · c5 alfiere del nero · a4 pedone del bianco · f4 pedone del bianco · b3 pedone del bianco · c3 cavallo del bianco · f3 re del bianco · e2 alfiere del bianco · g2 pedone del bianco · h2 pedone del bianco · c1 torre del bianco | 3 |
| 2 | f8 re del nero · e7 torre del nero · f7 pedone del nero · h7 pedone del nero · a6 pedone del nero · g6 pedone del nero · c5 alfiere del nero · a4 pedone del bianco · f4 pedone del bianco · b3 pedone del bianco · c3 cavallo del bianco · f3 re del bianco · e2 alfiere del bianco · g2 pedone del bianco · h2 pedone del bianco · c1 torre del bianco | f8 re del nero · e7 torre del nero · f7 pedone del nero · h7 pedone del nero · a6 pedone del nero · g6 pedone del nero · c5 alfiere del nero · a4 pedone del bianco · f4 pedone del bianco · b3 pedone del bianco · c3 cavallo del bianco · f3 re del bianco · e2 alfiere del bianco · g2 pedone del bianco · h2 pedone del bianco · c1 torre del bianco | f8 re del nero · e7 torre del nero · f7 pedone del nero · h7 pedone del nero · a6 pedone del nero · g6 pedone del nero · c5 alfiere del nero · a4 pedone del bianco · f4 pedone del bianco · b3 pedone del bianco · c3 cavallo del bianco · f3 re del bianco · e2 alfiere del bianco · g2 pedone del bianco · h2 pedone del bianco · c1 torre del bianco | f8 re del nero · e7 torre del nero · f7 pedone del nero · h7 pedone del nero · a6 pedone del nero · g6 pedone del nero · c5 alfiere del nero · a4 pedone del bianco · f4 pedone del bianco · b3 pedone del bianco · c3 cavallo del bianco · f3 re del bianco · e2 alfiere del bianco · g2 pedone del bianco · h2 pedone del bianco · c1 torre del bianco | f8 re del nero · e7 torre del nero · f7 pedone del nero · h7 pedone del nero · a6 pedone del nero · g6 pedone del nero · c5 alfiere del nero · a4 pedone del bianco · f4 pedone del bianco · b3 pedone del bianco · c3 cavallo del bianco · f3 re del bianco · e2 alfiere del bianco · g2 pedone del bianco · h2 pedone del bianco · c1 torre del bianco | f8 re del nero · e7 torre del nero · f7 pedone del nero · h7 pedone del nero · a6 pedone del nero · g6 pedone del nero · c5 alfiere del nero · a4 pedone del bianco · f4 pedone del bianco · b3 pedone del bianco · c3 cavallo del bianco · f3 re del bianco · e2 alfiere del bianco · g2 pedone del bianco · h2 pedone del bianco · c1 torre del bianco | f8 re del nero · e7 torre del nero · f7 pedone del nero · h7 pedone del nero · a6 pedone del nero · g6 pedone del nero · c5 alfiere del nero · a4 pedone del bianco · f4 pedone del bianco · b3 pedone del bianco · c3 cavallo del bianco · f3 re del bianco · e2 alfiere del bianco · g2 pedone del bianco · h2 pedone del bianco · c1 torre del bianco | f8 re del nero · e7 torre del nero · f7 pedone del nero · h7 pedone del nero · a6 pedone del nero · g6 pedone del nero · c5 alfiere del nero · a4 pedone del bianco · f4 pedone del bianco · b3 pedone del bianco · c3 cavallo del bianco · f3 re del bianco · e2 alfiere del bianco · g2 pedone del bianco · h2 pedone del bianco · c1 torre del bianco | 2 |
| 1 | f8 re del nero · e7 torre del nero · f7 pedone del nero · h7 pedone del nero · a6 pedone del nero · g6 pedone del nero · c5 alfiere del nero · a4 pedone del bianco · f4 pedone del bianco · b3 pedone del bianco · c3 cavallo del bianco · f3 re del bianco · e2 alfiere del bianco · g2 pedone del bianco · h2 pedone del bianco · c1 torre del bianco | f8 re del nero · e7 torre del nero · f7 pedone del nero · h7 pedone del nero · a6 pedone del nero · g6 pedone del nero · c5 alfiere del nero · a4 pedone del bianco · f4 pedone del bianco · b3 pedone del bianco · c3 cavallo del bianco · f3 re del bianco · e2 alfiere del bianco · g2 pedone del bianco · h2 pedone del bianco · c1 torre del bianco | f8 re del nero · e7 torre del nero · f7 pedone del nero · h7 pedone del nero · a6 pedone del nero · g6 pedone del nero · c5 alfiere del nero · a4 pedone del bianco · f4 pedone del bianco · b3 pedone del bianco · c3 cavallo del bianco · f3 re del bianco · e2 alfiere del bianco · g2 pedone del bianco · h2 pedone del bianco · c1 torre del bianco | f8 re del nero · e7 torre del nero · f7 pedone del nero · h7 pedone del nero · a6 pedone del nero · g6 pedone del nero · c5 alfiere del nero · a4 pedone del bianco · f4 pedone del bianco · b3 pedone del bianco · c3 cavallo del bianco · f3 re del bianco · e2 alfiere del bianco · g2 pedone del bianco · h2 pedone del bianco · c1 torre del bianco | f8 re del nero · e7 torre del nero · f7 pedone del nero · h7 pedone del nero · a6 pedone del nero · g6 pedone del nero · c5 alfiere del nero · a4 pedone del bianco · f4 pedone del bianco · b3 pedone del bianco · c3 cavallo del bianco · f3 re del bianco · e2 alfiere del bianco · g2 pedone del bianco · h2 pedone del bianco · c1 torre del bianco | f8 re del nero · e7 torre del nero · f7 pedone del nero · h7 pedone del nero · a6 pedone del nero · g6 pedone del nero · c5 alfiere del nero · a4 pedone del bianco · f4 pedone del bianco · b3 pedone del bianco · c3 cavallo del bianco · f3 re del bianco · e2 alfiere del bianco · g2 pedone del bianco · h2 pedone del bianco · c1 torre del bianco | f8 re del nero · e7 torre del nero · f7 pedone del nero · h7 pedone del nero · a6 pedone del nero · g6 pedone del nero · c5 alfiere del nero · a4 pedone del bianco · f4 pedone del bianco · b3 pedone del bianco · c3 cavallo del bianco · f3 re del bianco · e2 alfiere del bianco · g2 pedone del bianco · h2 pedone del bianco · c1 torre del bianco | f8 re del nero · e7 torre del nero · f7 pedone del nero · h7 pedone del nero · a6 pedone del nero · g6 pedone del nero · c5 alfiere del nero · a4 pedone del bianco · f4 pedone del bianco · b3 pedone del bianco · c3 cavallo del bianco · f3 re del bianco · e2 alfiere del bianco · g2 pedone del bianco · h2 pedone del bianco · c1 torre del bianco | 1 |
|   | a | b | c | d | e | f | g | h |   |

1. ...Te3+

2. Rg4  f5+

3. Rg5  Rg7!  (minaccia ...Ae7#)

4. Cd5  Th3!!  il sacrificio vincente

5. gxh3  h6+

6. Rh4  Af2 #

## Riconoscimenti
- Luchon International Film Festival
  - Miglior regista
- Sudbury Cinéfest
  - Miglior regista